# Predazzo
Predazzo är en kommun i provinsen Trento i regionen Trentino-Alto Adige i Italien. Orten ligger ungefär 45 kilometer nordost om staden Trento i Val di Fiemme der floderna Travignolo och Avisio möts. Predazzo gränsar till följande kommuner: Welschnofen, Deutschnofen, Moena, Tesero, Panchià, Ziano di Fiemme, Siror, Canal San Bovo och Tonadico. Predazzo ligger i Dolomiterna 1.014 (m ö.h.) och är mest känd som en skidort, men har också ett geologisk museum, (Museo di Geologia), som rymmer ett stort antal välbevarade fossiler, mineraler och stenar. Kommunen hade 4 534 invånare (2019).

## Historia
Predazzo tillhörde fram till 1919 grevskapet Tyrolen (tyska: Tirol) i dåvarande dubbelmonarkin Österrike-Ungern. Tyrolen splittrades 1919 då södra delen, Südtirol och Welschtirol (idag Trentino-Alto Adige), som en följd av första världskriget och upplösningen av Österrike-Ungern, tillföll Italien, medan Nordtirol och Osttirol (idag förbundslandet Tyrolen), fortsatte att vara en del av Österrike. Senare försök att återförena det tysktalande Sydtyrolen med övriga Tyrolen, framförallt åren efter andra världskriget, har misslyckats.

## Skidsport
I Predazzo finns bland annat backhoppsanläggningen Trampolino Giuseppe Dal Ben med stora backen med backstorlek HS134 meter och normalbacken med storlek HS106 meter. Dessutom finns tre mindre hoppbackar. Backhoppningen under Skid-VM 1991 2003 och 2013 arrangerades här.. Dessutom har världscuptävlingar i backhoppning och nordisk kombination arrangerats i Predazzo.